# Zsuzsanna Morvay
Zsuzsanna "ZsuZsa" Morvay (ur. w 1929 w Budapeszcie, zm. 8 stycznia 2009 tamże) – węgierska florecistka, czterokrotna medalistka mistrzostw świata.
Podczas mistrzostw świata w Brukseli w 1953 roku Węgierki w składzie: Ilona Elek, Margit Elek, Katalin Kiss, Magda Zsabka i Zsuzsanna Morvay zdobyły złoty medal w zawodach drużynowych. W tej samej konkurencji zdobyła również złote medale na mistrzostwach świata w Luksemburgu (1954), mistrzostwach świata w Rzymie (1955) i mistrzostwach świata w Budapeszcie (1959). 
Nigdy nie wzięła udziału w igrzyskach olimpijskich.